# Atlantic City Expressway
El Atlantic City Expressway (A.C. Expressway, ACE, o ACX) es una carretera de peaje de acceso limitado en Nueva Jersey. La ruta es 44.19-millas (71.12 km) de longitud y va de Ruta de Nueva Jersey 42 en Municipio de Washington, Condado de Gloucester sudeste a Baltic Avenue en Atlantic City, Condado de Atlantic. El Atlantic City Expressway se completó en 1965. La autopista tiene dos cabinas de peaje en Municipio de Egg Harbor y Pleasantville junto con cabinas de peaje en varias salidas. La autopista es propiedad de South Jersey Transportation Authority.